# Azilia guatemalensis
Azilia guatemalensis là một loài nhện trong họ Tetragnathidae.
Loài này thuộc chi Azilia. Azilia guatemalensis được Octavius Pickard-Cambridge miêu tả năm 1889.